# Lise Myhre
Lise Myhre, född 1 november 1975 i Lørenskog i Akershus, är en norsk serieskapare. Hennes mest kända serie är Nemi, som i Sverige bland annat publiceras i dagstidningarna Dagens Nyheter och Metro.

## Biografi
Efter att ha studerat grafisk formgivning på Santa Monica College of Art i Kalifornien började Myhre sin karriär som konstnär med att designa CD-omslag och tröjor. Hon deltog även i serietävlingar och bidrog till den norska versionen av serietidningen Larson!, Larsons Galne Verden.
1997 gavs Myhre en egen sida i Larsons Galne Verden, vilket utvecklades till Nemi. Den norska dagstidningen Dagbladet började 1999 publicera serien. Senare har Nemi kommit att publiceras i cirka 60 olika tidningar och webbplatser i Norge, Sverige, Danmark, Finland och Storbritannien. 2003 startades serietidningen Nemi, vilken ges ut både i Norge och Sverige.
Lise Myhre är gift med musikern Simen Hestnæs (I.C.S. Vortex). De har en son (född 2007) tillsammans.